# Hiriberri
Hiriberri (hiszp.: Villanueva de Aezkoa) – gmina w Hiszpanii, w Nawarze, o powierzchni 21,64 km². W 2011 roku gmina liczyła 121 mieszkańców.